# Das Monster aus dem Schrank
Das Monster aus dem Schrank (In italiano "Il Mostro nell'Armadio") è l'album di debutto della band tedesca We Butter the Bread with Butter ed è stato pubblicato il 21 novembre 2008 dalla Redfield Records.

## Tracce
1. Intro – 0:19
2. Schlaf, Kindlein, Schlaf (Dormi, bambino, dormi) – 2:25
3. Willst Du mit Mir Gehn? (Vuoi venire con me?) – 2:15
4. Das Monster aus dem Schrank (Il mostro nell'armadio) – 3:27
5. Breekachu – 1:45
6. Hänschen Klein (Piccolo Hans) – 1:36
7. Terminator und Popeye (Terminator e Braccio di Ferro) – 2:11
8. Backe, Backe Kuchen (Infornando, infornando la torta) – 2:19
9. World of Warcraft – 2:15
10. Fuchs Du Hast die Gans Gestohlen (Tu volpe hai rubato l'oca) – 2:34
11. Alle Meine Entchen (Tutti i miei anatroccoli) – 2:17
12. I Shot the Sheriff – 1:47
13. Hänsel und Grätel (Hansel e Gretel) – 2:27
14. Der Kuckuck und der Esel (Il cuculo e l'asino) – 2:07
15. Extrem (Estremo) – 5:25
16. Godzilla (Bonus Track) - 2:07
17. Alle Meine Entchen (Acustica) – 2:52
18. Schlaf, Kindlein, Schlaf (Elettrica) – 2:24
19. See You Lätta Brotenkopf (Prima canzone dei We Butter the Bread with Butter) – 0:41

## Formazione
- Tobias "Tobi" Schultka - voce, batteria, Programmatore
- Marcel "Marci" Neumann - chitarra, basso elettrico